# Grand-Rullecourt
Grand-Rullecourt is een gemeente in het Franse departement Pas-de-Calais (regio Hauts-de-France) en telt 359 inwoners (2004). De plaats maakt deel uit van het arrondissement Arras.

## Geografie
De oppervlakte van Grand-Rullecourt bedraagt 10,6 km², de bevolkingsdichtheid is 33,9 inwoners per km².
De onderstaande kaart toont de ligging van Grand-Rullecourt met de belangrijkste infrastructuur en aangrenzende gemeenten.

## Demografie
Onderstaande figuur toont het verloop van het inwonertal (bron: INSEE-tellingen).